# Seilfahrt

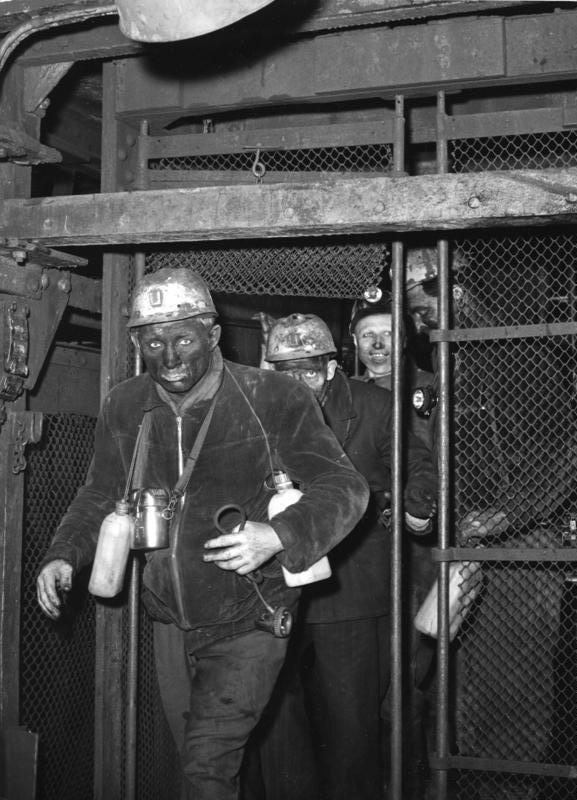
Ausfahrende Schicht, Ruhrgebiet 1961

Als Seilfahrt oder Seilfahrung, früher auch Seilfahren, Fahren am Seil oder auf dem Seile fahren, bezeichnet man im Bergbau die Beförderung von Personen in einem Schacht mit dem an einem Seil hängenden Förderkorb oder anderer geeigneter und bergbehördlich zugelassener Fördergefäße. Der Begriff Seilfahrt wird abgeleitet von Fahrung, dem bergmännischen Begriff für die Fortbewegung der Bergleute. Die Seilfahrt wurde erst im 19. Jahrhundert im Bergbau eingeführt. Zuvor mussten die Bergleute mühsam über Fahrten oder, wo vorhanden, mit der Fahrkunst in die Grube ein- und ausfahren. Bei der Seilfahrt werden hohe Sicherheitsanforderungen an die betroffenen technischen Einrichtungen gestellt. Des Weiteren darf der Förderkorb bei der Seilfahrt nur mit einer deutlich niedrigeren Fahrgeschwindigkeit bewegt werden als bei der Güterförderung. Die Seilfahrt darf außerdem nur durchgeführt werden, wenn sie von der Bergbehörde genehmigt wurde.

## Grundlagen und Geschichte
Beim Übergang vom Stollenbau zum Tiefbau stand man im Bergbau vor der großen Herausforderung, wie die Bergleute ohne große Mühe bis zu ihrem Arbeitsplatz vor Ort kommen können. Während die Bergleute beim Stollenbau ohne große Mühe bis vor Ort laufen konnten, mussten sie nun mühsam über Fahrten in die Grube steigen. Das Problem verschärfte sich, als der Bergbau in größere Teufen vordrang. Nun kam auch noch der große Zeitaufwand hinzu, den die Bergleute zum Steigen auf den Fahrten benötigten. Die Bergleute mussten oftmals mehrere hundert Meter über verschmutzte und rutschige Fahrten hinab und am Schichtende wieder hinauf steigen. Dies war extrem kräftezehrend und beeinträchtigte auch die Gesundheit der Bergleute. Oftmals kam es auch dazu, dass bei dieser Art der Fahrung ein Bergmann verunglückte. In den Ländern England, Belgien und Ungarn begann man in der ersten Hälfte des 19. Jahrhunderts damit, die Bergleute mittels am Förderseil befestigter Sitze in die Grube zu befördern. In Deutschland konnte diese Methode jedoch nicht eingeführt werden, da die preußischen Oberbergämter die Fahrung am Seil nicht zuließen, da sie der Meinung waren, dass diese Form der Fahrung gefährlicher sei als die anderen Formen der Fahrung im Schacht. Im Jahr 1833 wurden erste Versuche mit der Fahrkunst auf dem Tiefen Georg-Stollen durchgeführt und diese neue Form der maschinellen Fahrung im Harzer Bergbau eingeführt. In den anderen Bergrevieren Deutschlands konnte sich die Fahrkunst jedoch nicht durchsetzen. Nachdem man auf den englischen Bergwerken ausreichend Erfahrung mit der Seilfahrt gesammelt hatte und die Befürchtungen der preußischen Oberbergämter sich nicht bestätigt hatten, wurde ab dem Jahr 1858 das Seilfahren auch im preußischen Bergbau genehmigt. Allerdings wurden von den Oberbergämtern für die Seilfahrt besondere Sicherheitsregeln vorgeschrieben.

## Formen
Die Art und Weise, mit welcher die Bergleute am Seil fuhren, war recht unterschiedlich. Bei Schächten mit geringerer Teufe, bei denen die Schachtförderung noch mittels Haspeln erfolgte, befestigte man am Förderseil aus Hanf ein rundes Holzstück. Auf dieses Holzstück setzte sich der Bergmann so drauf, dass er das Förderseil zwischen die Beine nahm und sich an diesem dann mit einer Hand festhielt. Mit der anderen Hand stieß er sich von den Schachtstößen ab. Eine andere Möglichkeit war, dass der Bergmann sich auf einen am Förderseil befestigten Knebel setzte. Eine Verbesserung hinsichtlich des sicheren Sitzes war der Fahrknecht, der aus zwei starken Ledergurten bestand. Einer der beiden Gurte diente als Sitz. Beide Lederriemen wurden an einer Schurzkette, die am Förderseil befestigt war, angebracht. Durch diese Form des Sitzes konnten drei Bergleute gleichzeitig in die Grube fahren. Diese Formen der Seilfahrung, bei der Fahrende am Seil hängend befördert wurde, nannte der Bergmann „auf dem blossen Seile fahren“. Eine andere Möglichkeit der Seilfahrt war, dass ein Bergmann sich mit einem Bein in den Förderkübel stellte und mit dem anderen Bein den Kübel so durch den Schacht lenkte, dass er nicht aneckte oder aufsetzte. Allerdings war diese Form der Seilfahrung gefährlich für den Fahrenden, da er sich leicht verletzen konnte. Im Harzer Bergrevier konnten sich sämtliche dieser Formen nicht durchsetzen. Die Bergleute lehnten diese Fahrmethoden ab und blieben weiterhin bei der Nutzung der Fahrkunst. Eine sicherheitstechnische Verbesserung war die Seilfahrt in einem mittels zwei Seilen geführten Kübel. Bei tieferen Schächten nutzte man zur Seilfahrt nur noch Fördergestelle, die zum Schutz der Fahrenden mit Drahtgittern verschlossen waren. In der zweiten Hälfte des 19. Jahrhunderts wurde die Seilfahrung auch im Freiberger Bergrevier eingeführt.

## Technische Ausstattungen der Anlage
Für die Seilfahrt hat sich am besten die Schachtförderanlage mit Gestellförderung bewährt. Bei dieser Anlage kann das Fördergefäß sowohl für die Schachtförderung als auch für die Seilfahrt genutzt werden, ohne dass an der Anlage große Umbauten erforderlich sind. Allerdings müssen die Fördergestelle einen bestimmten Aufbau haben, damit sie zweifach genutzt werden können. So müssen die Fördergestelle mit einem Dach und mit seitlichen Wänden versehen sein. Dies ist erforderlich, damit sich die Kleidung der Fahrenden während der Fahrt nirgendwo verfängt. An den Stirnseiten der Fördergestelle müssen verschließbare Türen oder hochziehbare Gitter aus an Ringstäben befestigtem Maschendraht vorhanden sein, die sich leicht, je nach Bedarf, ein- oder ausbauen lassen. Damit bei Gestellen mit mehreren Tragböden alle Tragböden gleichzeitig bestiegen werden können, befinden sich sowohl auf der Hängebank als auch im Füllort Seilfahrtbühnen. Diese Bühnen sind über Treppen zu erreichen und haben den gleichen Höhenabstand wie die einzelnen Tragböden. Der Abstand beträgt bei modernen Förderanlagen in der Regel zwei Meter. Anstelle einer Bühne kann im Füllort auch ein Seilfahrtkeller vorhanden sein. Die Seilfahrtanschläge müssen, soweit sie nicht durch natürliches Licht beleuchtet sind, mittels künstlichem Licht hell erleuchtet sein. Der Schacht muss an den Seilfahrtanschlägen mit Schachttoren verschlossen sein. Sämtliche Bedienelemente müssen untereinander so verriegelt sein, dass bei eingeschaltetem Seilfahrtsschalter die Schwingbühne, die Aufschiebeeinrichtung, die Schachtsperre und die Schachttore nur unter bestimmten Voraussetzungen betätigt werden können. Anstelle der Nutzung der Schachtförderanlage gibt es auch die Möglichkeit, dass eine separate Seilfahrteinrichtung zusätzlich im Schacht installiert wird. Dadurch kann Seilfahrt stattfinden, ohne dass die Schachtförderung dadurch beeinträchtigt wird.

## Fahrgeschwindigkeit und Personenzahl
Die Fahrgeschwindigkeiten bei der Seilfahrt sind je nach Anlage unterschiedlich geregelt. So durfte sie in einigen Bergrevieren nur die Hälfte oder zwei Drittel der Fahrgeschwindigkeit für Güterförderung betragen. In anderen Gegenden durfte die Seilfahrt bei der Einfahrt nur mit einer Geschwindigkeit von 1,85 m/s und bei der Ausfahrt mit einer Geschwindigkeit von 3,7 m/s stattfinden. Die Höchstgeschwindigkeit lag zu dieser Zeit für beide Richtungen bei 4 m/s. Im englischen Bergbau wurde die Seilfahrt mit einer Fahrgeschwindigkeit von 3 m/s bis 7 m/s durchgeführt. Es gab aber auch bereits Bergwerke, auf denen die Seilfahrt mit einer Geschwindigkeit von bis zu 10 m/s durchgeführt wurde. Auf den preußischen Bergwerken durfte im 19. Jahrhundert die Seilfahrtsgeschwindigkeit 6 m/s nicht überschreiten. In der DDR war die Seilfahrtsgeschwindigkeit derart geregelt, dass bei Schächten, die eine Teufe von 50 Metern hatten, die Geschwindigkeit 5,6 m/s nicht übersteigen durfte. Bei Schächten ab 400 Meter durfte die Seilfahrt mit einer Geschwindigkeit von 12 m/s durchgeführt werden. In der BRD wurde in der ersten Hälfte des 20. Jahrhunderts die Seilfahrtsgeschwindigkeit auf 10 m/s bei Schächten mit einer Dampffördermaschine und auf 12 m/s bei Schächten mit elektrischer Fördermaschine festgelegt. In Österreich ist die Höchstgeschwindigkeit bei der Seilfahrt auf 10 m/s begrenzt, sie kann aber durch Antrag bei der Berghauptmannschaft auch verändert werden. Zunächst konnte bei der Seilfahrt jeweils nur eine Person befördert werden. Unter Zuhilfenahme des Fahrknechts war es möglich, bis zu drei Personen auf einmal zu befördern. Später konnten jeweils auf einem Fördergestell bis zu sechs Personen in die eine und sechs Personen in die andere Richtung gleichzeitig gefahren werden. Bei heutigen modernen Schachtförderanlagen können auf einem Förderkorb bis zu 160 Personen gleichzeitig gefahren werden.

## Arten
Grundsätzlich wird bei der Seilfahrt unterschieden zwischen der regelmäßigen Seilfahrt und der Einzelseilfahrt. Die regelmäßige Seilfahrt findet zu vom Betriebsführer des Bergwerks festgelegten Zeiten statt. Hierfür versammeln sich die Bergleute vor der Anfahrt in der Schachthalle. Damit die Seilfahrt zügig und möglichst zeitsparend vonstattengehen kann, wird hierfür vorher ein genau ausgeklügelter Plan erstellt. Dieser Seilfahrtplan wird nach Möglichkeit mit den Fahrzeiten des Personenzuges abgestimmt. Um die Seilfahrt zu optimieren, wurden unterschiedliche Verfahren ausprobiert. Von allen Möglichkeiten, die Seilfahrt zu optimieren, hat sich das revierweise Anfahren als der beste Weg herauskristallisiert. Hierbei werden die anfahrenden Bergleute nach Steigerrevieren zusammengefasst und fahren gemeinsam an und am Schichtende auch wieder aus. Dies hat den Vorteil, dass alle Bergleute geschlossen an ihrem Arbeitsplatz ankommen. Außerdem erhöht sich dadurch die reine Arbeitszeit. Neben der regelmäßigen Seilfahrt gibt es noch die Einzelseilfahrt. Eine besondere Form der Einzelseilfahrt ist die Selbstfahrerseilfahrt. Hierbei führt die zur Selbstfahrerseilfahrt berechtigte Person die Seilfahrt eigenständig durch und gibt auch die Abfahrbefehle. Zu Selbstfahrerseilfahrt sind sämtliche Aufsichtspersonen wie Steiger oder Betriebsführer und auch Anschläger berechtigt.

### Durchführung der Seilfahrt
Die Bergleute betreten das Fördergestell zu Fuß. Die Schachttore und Korbtore sind dabei geöffnet. Dieser Vorgang geschieht zeitgleich auf allen Etagen. Hierfür befinden sich an allen Anschlägen ein Anschläger. Nachdem die jeweiligen Korbetagen voll sind, werden die Korbtore von außen verschlossen. Sobald alle Tore verschlossen sind, erhält der Fördermaschinist den Fahrbefehl und setzt die Fördermaschine in Gang. Während der Seilfahrt haben sich die Fahrenden auf dem Korb ruhig zu verhalten. Sie dürfen die einmal eingenommenen Plätze während der Fahrt nicht verlassen. Bei der Seilfahrt dürfen keine schweren Gegenstände oder Gezähe mitgenommen werden. Des Weiteren ist die Mitnahme von offenem Geleucht verboten. Allerdings müssen die mitgebrachten Grubenlampen während der Fahrt eingeschaltet sein. Am Zielanschlag verlassen die Fahrenden das Fördergestell wieder.

## Unfälle
Bis in die 1920er Jahre kam es jedes Jahr bei der Seilfahrt zu Unfällen, überwiegend mit tödlichem Ausgang. Die Fahrenden haben in der Regel keinen Einfluss auf die von außerhalb kommenden Gefahren bei der Seilfahrt. Bereits in den Jahren 1855 bis 1859 verunglückten in England jährlich im Durchschnitt 81 Bergleute. In Preußen verunglückten im gleichen Zeitraum jährlich bis zu acht Bergleute bei der Fahrung mit der Fahrkunst. Prozentual war jedoch der Anteil der verunglückten Bergleute zur Gesamtzahl der Bergleute in Preußen höher. Eine der Hauptursachen für Seilfahrtsunglücke war der Seilbruch. Grund hierfür war die durch den Gebrauch entstandene Abnahme der Tragfähigkeit der Förderseile. Aufgrund der Beschaffenheit der Schächte kam es auch vor, dass der Förderkorb aneckte und unter die Schachtzimmerung hakte. Weitere Unfallursachen waren Fehler bei der Betätigung der Schachtsignalanlage und Bedienungsfehler der Fördermaschine z. B. durch zu abruptes Anfahren oder zu hartes Aufsetzen des Korbes. Hinzu kamen Seilfahrtunfälle, die sich durch Übertreiben oder Entgleisen des Förderkorbes ereigneten. Es kam auch vor, dass ein Bergmann bei der Seilfahrt vom Korb stürzte. Des Weiteren gab es Unfälle bei der Seilfahrt, die sich beim Betreten oder Verlassen des Förderkorbes ereigneten. Häufig war der Grund für diese Unfälle, dass die Betroffenen den Korb betraten oder verließen, wenn er noch nicht stillstand. Durch eine Vielzahl von Sicherheitsvorrichtungen und Sicherheitsvorschriften wurde in den Folgejahren diesen Unfallursachen entgegengewirkt.

## Sicherheitsvorrichtungen und Sicherheitsvorschriften
Um den Auswirkungen eines Seilbruches entgegenwirken zu können, wurden an den Förderkörben Fangvorrichtungen montiert. Zweck der Fangvorrichtung war es, die Sicherung der Fahrenden bei einem Seilbruch oder Bruch von Teilen des Zwischengeschirrs zu gewährleisten. Allerdings trat der gewünschte Effekt nicht ein und es ereigneten sich mehr schwere Unglücke durch Fehlfunktionen der Fangvorrichtungen als es zu Seilbrüchen mit den entsprechenden Folgen kam. Aus diesem Grund wurden Anfang der 1950er Jahre die Fangvorrichtungen für Förderkörbe im westdeutschen Bergbau bergbehördlich wieder verboten. An ihrer Stelle wurde ein größeres Augenmerk auf eine höhere Seilsicherheit bei der Seilfahrt gelegt. In den GUS-Staaten sind Fangvorrichtungen auch weiterhin für Einseilförderanlagen vorgeschrieben. Des Weiteren muss bei Seilfahrtanlagen die Signaleinrichtung so gestaltet sein, dass Bedienfehler vermieden werden. Außerdem müssen sämtliche sicherheitsrelevanten Baugruppen und Bauteile wie die Signalanlage, die Förderseile und die Bremsen, regelmäßig kontrolliert und gewartet werden. Es ist berggesetzlich vorgeschrieben, in welchen Abständen und wie welche Prüfungen durchgeführt werden müssen. Erste Bergvorschriften waren die preussischen und die bayrischen Bergverordnungen. So war in den Bergpolizeiverordnungen geregelt, unter welchen Voraussetzungen die Seilfahrt genehmigt werden konnte. Weitere Regelungen folgten in der Bergverordnung für Schacht und Schrägförderanlagen (BVOS). Hier werden insbesondere im § 3 die Größe der jeweiligen Seilfahrtanlagen und die dazu zulässigen Fahrgeschwindigkeiten geregelt. Die technische Ausstattung einer Seilfahrtsanlage wird in den Technischen Anforderungen für Schacht und Schrägförderanlagen (TAS) geregelt. Hier werden insbesondere die Ausstattung der Seilfahrtanlage mit Sicherheitseinrichtungen, wie die Übertreibsicherung und die Fangstützen, die im Falle eines Übertreibens den Korb vor dem Absturz in den Schacht sichern sollen, geregelt. Des Weiteren werden auch die vertikalen Abmessungen des Schachtes, die über die oberen und unteren Anschläge hinausgehen, wie z. B. der Schachtsumpf, vorgegeben. Aber auch technische Einrichtungen wie die Schachtführung und die Prellträger sind in der TAS geregelt.